# Trofej pro mistra světa ve fotbale
Trofej pro vítěze mistrovství světa ve fotbale je artefakt, který předávají po finálovém zápase předseda FIFA a hlava hostitelské země kapitánovi vítězného týmu. Od roku 1930 se konalo dvacet dva světových šampionátů (ve čtyřletém intervalu), titul mistra světa získalo osm zemí.

## Zlatá Niké
Před prvním mistrovstvím světa zakoupil tehdejší šéf FIFA Jules Rimet jako cenu pro vítěze sošku antické bohyně vítězství Níké držící nad hlavou osmibokou nádobu. Jejím autorem byl francouzský sochař Abel Lafleur, byla zhotovena z pozlaceného stříbra ryzosti 925/1000 (tzv. šterlinkové stříbro) a stála na podstavci z lapis lazuli, na který se připevňovaly zlaté destičky s názvy vítězných týmů. Byla vysoká 35 cm a vážila 3,8 kg. Po smrti Julese Rimeta v roce 1946 dostala trofej název „Rimetův pohár“. Trofej byla putovní, přičemž bylo stanoveno, že země, která vyhraje turnaj potřetí, si ji bude moci ponechat trvale. To se podařilo v roce 1970 Brazilcům, Zlatá Niké pak byla vystavena v sídle Brazilské fotbalové konfederace v Rio de Janeiro. Odtud byla 19. prosince 1983 neznámými pachateli odcizena. Nepodařilo se ji nikdy najít a předpokládá se, že ji zloději roztavili.

## Nová trofej
V roce 1971 vypsala FIFA soutěž na cenu, která měla nahradit Zlatou Niké. Z padesáti tří přihlášených návrhů zvítězil ten, s nímž přišel Ital Silvio Gazzaniga (1921–2016). Jeho socha symbolicky vyjádřila radost z vítězství, když zobrazila dvojici fotbalistů se vztyčenýma rukama, mezi nimiž spočívá zeměkoule.
Trofej byla zhotovena z osmnáctikarátového zlata a malachitu. Je dutá, váží 6,175 kg, z toho 5 kg tvoří zlato. Výška činí 36,8 cm. Na spodní straně jsou vyryta jména držitelů. Vyrobila ji milánská firma GDE Bertoni.
Na rozdíl od Zlaté Niké je pohár podle pravidel věčně putovní. Úřadující mistr světa jej má v držení tři roky po šampionátu. Pak se trofej vrací organizaci FIFA a šampion náhradou získává repliku z pozlaceného bronzu. 
Od roku 1974 také dostávají všichni hráči vítězného týmu zlaté medaile. Prvním držitelem nové trofeje se v roce 1974 stalo Západní Německo.

## Kapitáni, kteří přebírali trofej
- 1930:  José Nasazzi
- 1934:  Gianpiero Combi
- 1938:  Giuseppe Meazza
- 1950:  Obdulio Varela
- 1954:  Fritz Walter
- 1958:  Hilderaldo Bellini
- 1962:  Mauro Ramos
- 1966:  Bobby Moore
- 1970:  Carlos Alberto Torres
- 1974:  Franz Beckenbauer
- 1978:  Daniel Passarella
- 1982:  Dino Zoff
- 1986:  Diego Maradona
- 1990:  Lothar Matthäus
- 1994:  Dunga
- 1998:  Didier Deschamps
- 2002:  Cafu
- 2006:  Fabio Cannavaro
- 2010:  Iker Casillas
- 2014:  Philipp Lahm
- 2018:  Hugo Lloris
- 2022:  Lionel Messi

## Zajímavosti
- Během druhé světové války schovával pohár v krabici od bot pod svou postelí Ottorino Barassi, předseda Italské fotbalové federace.
- V březnu 1966 se Zlatá Niké ztratila z výstavy v londýnské Methodist Central Hall. Po týdnu pátrání ji objevil v křoví pes Pickles.
- Cena trofeje se odhaduje na deset milionů amerických dolarů.[3]
- V roce 2014 absolvoval pohár propagační cestu po devadesáti zemích světa, při níž urazil 150 000 km.[4]